# Víktor Txukarin
Víktor Txukarin (en rus: Виктор Чукарин; en ucraïnès: Віктор Чукарін) (Krasnoarmiys'ke, Unió Soviètica 1921 - Lviv 1984) fou un gimnasta artístic ucraïnès que va competir sota bandera soviètica. Considerat el primer dels grans gimnastes soviètics, aconseguí guanyar al llarg de la seva carrera onze medalles olímpiques.

## Biografia
Va néixer el 9 de novembre de 1921 a la ciutat de Krasnoarmiys'ke, població situada a Crimea, que en aquells moments formava part de la Unió Soviètica i que avui en dia forma part d'Ucraïna.
El 1957 fou guardonat amb l'Orde de Lenin, al costat de Larissa Latínina, esdevenint els primers gimnastes a ser guardonats amb aquest honor.
Va morir el 25 d'agost de 1984 a la seva residència de la ciutat de Lviv, que actualment forma part de la província del mateix nom.

## Carrera esportiva
Empresonat durant la Segona Guerra Mundial, va participar als 30 anys en els Jocs Olímpics d'Estiu de 1952 realitzats a Hèlsinki (Finlàndia), on va aconseguir guanyar sis medalles olímpiques en representació de la Unió Soviètica en la primera ocasió que aquest país competí en uns Jocs Olímpics. Així doncs guanyà la medalla d'or en la prova individual i per equips, així com en les proves de salt sobre cavall i de cavall amb arcs, així com dues medalles de plata en les proves de barres paral·leles i anelles, finalitzant cinquè en la prova de barra fixa, i aconseguint així un diploma olímpic.
En els Jocs Olímpics d'Estiu de 1956 realitzats a Melbourne (Austràlia) aconseguí guanyar cinc noves medalles: la medalla d'or en les proves individual i per equips, així com en la prova de barres paral·leles; la medalla de plata en la prova d'exercici de terra i la medalla de bronze en la prova de cavall amb arcs. En aquests mateixos Jocs finalitzà quart en la prova de barra fixa i setè en la prova de salt sobre cavall i anelles.
Al llarg de la seva carrera guanyà quatre medalles en el Campionat del Món de gimnàstica artística, tres d'or i una de plata el 1954, així com 17 campionats soviètics en diferents aparells.